# Folketinget
Folketinget er Kongeriget Danmarks parlamentariske kammer. Det har sæde på Christiansborg i København. Siden 1953 har det været det eneste kammer. Fra 1849 til 1953 var Folketinget et af to kamre i Rigsdagen; det andet kammer var Landstinget.
Med udgangspunkt i Grundloven har Folketinget lovgivende magt sammen med den regerende monark. Monarkens rolle er dog i praksis begrænset til at underskrive de love, som Folketinget har vedtaget. Det skal ske inden for 30 dage efter vedtagelsen.

## Sammensætning og valg
Folketinget består af 179 medlemmer valgt for maksimalt fire år. Heraf er 175 valgt i Danmark, to valgt på Færøerne og to valgt i Grønland. Efter den valgkredsreform, der fulgte med Strukturreformen i 2007 vælges de danske medlemmer i 10 storkredse. Det er statsministerens ansvar at udskrive valg inden valgperioden udløber. Han eller hun behøver dog ikke at vente til de fire år er ved at være gået, men kan godt udskrive valg på et tidligere tidspunkt.
Folketingsvalgene er hemmelige og frie. Valgmåden er forholdstalsvalg efter største brøks metode. Denne valgmåde sikrer en ligelig repræsentation af de partipræferencer, vælgerne har udtrykt ved deres stemmeafgivning. Ved fordelingen af mandater til valgkredsene tages hensyn til indbyggertal, vælgertal og areal.
Valgret til Folketinget har man som hovedregel, hvis man er dansk statsborger, bor i Danmark og er fyldt 18 år (der er dog visse undtagelser og tilføjelser). For at være valgbar til Folketinget, må man endvidere ikke være straffet for en handling, der i almindeligt omdømme gør en uværdig til at være medlem. Det er Folketinget selv, som bestemmer, om medlemmerne er værdige som medlem.

## Folketingets historie
Folketinget blev sammen med Landstinget etableret ved Junigrundloven af 1849 som Danmarks nye parlament. Udkastet til grundloven var skrevet af D.G. Monrad, som derefter overlod det til Orla Lehmann til renskrivning og omskrivning til et lettere forståeligt dansk. Lehmann fandt i denne forbindelse blandt andet på ordet "Folketing" som betegnelse for det ene af de to kamre, som loven foreskrev. Ordet blev accepteret, og er i dag indgået i det daglige sprog.
Forskellen på de to kamre, Folketinget og Landstinget, var repræsentationen af vælgere. Begge kamre havde lige stor magt. Mens Folketinget oprindelig repræsenterede uafhængige landmænd, veluddannede borgere og købmænd, repræsenterede Landstinget oprindelig det gamle aristokrati. Kvinder, tjenestefolk, fattige og fængslede havde dog ikke stemmeret til nogen af tingene. Under 1866-Grundloven forstærkedes Landstingets betydning imidlertid på bekostning af Folketinget, samtidig med, at kong Christian 9. længe udnævnte konservative mindretalsregeringer. Først fra 1901 gennemførtes den praksis, at en regering ikke må have et flertal imod sig i Folketinget (såkaldt negativ parlamentarisme).
I året for systemskiftet, 1901, var fordelingen på stilling efter næringsvej følgende: 61 landbrugere, 1 handlende, 8 håndværkere og industridrivende, 13 journalister, 6 skolelærere, 5 sagførere, 1 militær embedsmand, 2 civile embedsmænd, 1 læge, samt 16 forretningsførere, direktører og inklusiv politikere. Omtrent 54 % af Folketingets medlemmer var altså landmænd.
Med Grundloven af 1915 indførtes almindelig valgret, og kvinder fik stemmeret til rigsdagsvalgene og kunne stille op til Folke- og Landsting. Ved det første valg efter grundlovsændringen, blev der indvalgt fire kvinder i Folketinget, svarende til 3 % af forsamlingen: Helga Larsen (S), Elna Munch (RV), Karen Ankersted (DKF) og Mathilde Malling Hauschultz (DKF). Samtidig indførtes forholdstalsvalg, hvor man tidligere havde stemt i enkeltkredse, mens forskellen på de to ting nu blev, at Folketinget valgtes direkte af alle, der var fyldt 25 år, mens Landstinget valgtes indirekte af valgmænd valgt af vælgere, der var fyldt 35 år.
I 1953 ændredes en del af systemet igen ved en folkeafstemning om en ny Grundlov (den nuværende). Blandt ændringerne var en sammenlægning af de to kamre til ét parlament, Folketinget. Samtidig nedsattes valgretsalderen til 23 år, men den er efterfølgende sænket flere gange ved folkeafstemninger og er nu 18 år.
Folketinget og Landstinget havde fra starten til huse på det andet Christiansborg. Efter Christiansborgs brand 1884 og indtil det tredje og nuværende Christiansborg kunne tages i brug i 1918, havde de to ting til huse i den bygning i Bredgade, som oprindelig var operahus og siden Landkadetakademiet (og som nu huser Østre Landsret).

### Antal medlemmer af Folketinget
Grundloven af 1849 sagde, at der skulle være et folketingsmedlem for hver 14.000 indbyggere. Tallet blev ændret til et folketingsmedlem for hver 16.000 indbyggere i grundloven af 1866. Senere grundlove fastsatte i stedet et maksimalt medlemstal: 140, 152 og 179 i grundlovene fra hhv. 1915, 1920 og 1953.
De præcise antal folketingsmedlemmer er blevet fastsat i de skiftende valglove: 101 i 1849, 102 i 1866, 114 i 1894, 140 i 1915, 149 i 1920, 151 i 1948 og endelig 179 i 1953. Færøerne havde 1 folketingsmedlem fra 1850 til 1953, og derefter 2 medlemmer. Grønland fik 2 medlemmer fra 1953.
Folketinget kan godt midlertidigt have færre medlemmer, f.eks. hvis et medlem dør eller af anden grund udtræder. Så vil der normalt være en stedfortræder, men hvis ikke det er tilfældet, kan Folketinget bestemme at der skal afholdes suppleringsvalg.

I 1901 var Folketingets sammensætning sådan at 49 medlemmer valgt i Jylland, 14 på Fyn, 1 på Ærø, 1 på Langeland, 40 på Sjælland, 5 på Lolland-Falster, 1 på Møn, 2 på Bornholm og 1 på Færøerne.

## Folketingets arbejde
Folketingets arbejde ledes af et præsidium, der vælges ved hver folketingssamlings begyndelse. Det består af en formand og indtil fire næstformænd fra de fire største partier i Folketinget udover formandens parti. En ny formand vil for det meste være fra samme parti som statsministeren, men kampvalg kan dog forekomme. Efterfølgende vil formanden dog normalt altid blive genvalgt uden modkandidater, også selvom regeringsmagten skifter. I øjeblikket er Folketingets formand Søren Gade (V). Desuden vælges fire tingsekretærer, der blandt andet leder Folketingets møder, hvis både formanden og næstformændene er forhindrede.
Tiltaleformen blev for år tilbage ændret. Tidligere blev folketingsmedlemmet tituleret "det højt ærede medlem" efterfulgt af hr., fru eller frøken, men i dag er det blot hr. eller fru – også om kvindelige folketingsmedlemmer, der er ugifte. Glemmer et folketingsmedlem at bruge hr. og fru, skrider formanden ind og kan i sidste instans fratage medlemmet ordet. Ministre tituleres med deres titel, fx "statsministeren" eller blot "ministeren".
Hvert folketingsår begynder med Folketingets åbning, der finder sted første tirsdag i oktober, hvor bl.a. kongehusets medlemmer overværer statsministerens åbningstale. Mødet åbnes af det medlem, der har siddet længst, for tiden Pia Kjærsgaard (DF), der forestår valg af Folketingets formand og næstformænd. I praksis er der dog som nævnt næsten altid tale om genvalg uden modkandidater.
Efter et valg danner et eller flere partier regering, og tingets stående udvalg og kommissioner konstituerer sig. Fordelingen af poster i udvalg og kommissioner sker efter forholdstal, i det de forskellige partigrupper som regel indgår valgforbund for at stå stærkest muligt. Normalt er det aftalt på forhånd, hvem der skal have hvilke poster, herunder også hvem der skal være formænd og næstformænd.
Alle Folketingets medlemmer samt ministre kan stille lovforslag, som behandles dels i udvalgene dels i Folketingssalen (hvor førstebehandling, andenbehandling og tredjebehandling finder sted). Desuden kan der stilles beslutningsforslag, der tilsvarende behandles dels i udvalgene og dels to gange i Folketingssalen. Da antallet af forslag imidlertid skal tælles i hundreder hvert år, vil det være uoverkommeligt for medlemmerne at skulle forholde sig til dem alle sammen hver især. Derfor vælger de enkelte partier et antal faste ordførere blandt deres medlemmer til at tale og forhandle på vegne af sig. Ordførerskaberne er fordelt efter fagområde, idet et enkelt medlem dog godt kan have flere ordførerskaber, hvilket ikke mindst er nødvendigt i mindre partier.
Folketingets møder er dels fysisk tilgængelige for offentligheden, dels tilgængelige via tv, som Folketingets egen internetbaserede tv-tjeneste, Folketinget Direkte. Tinget kan vedtage at behandle en sag for lukkede døre, men det sker uhyre sjældent.

## Folketingets sammensætning
Nedenfor er gengivet Folketingets sammensætning sorteret efter partibogstav, dvs. de bogstaver der benyttes til at angive partierne på stemmesedlerne, ikke at forveksle med de forkortelser der bruges i daglig tale. I forhold til Folketingsvalget 2022 er der sket nogle ændringer. I 2023 meldte to medlemmer af Nye Borgerlige sig ind i Dansk Folkeparti, mens et tredje blev løsgænger. Nye Borgerliges resterende folketingsgruppe besluttede 10. januar 2024 at opløse sig selv, og det blev effektueret 16. januar 2024 da Kim Edberg Andersen som det sidste medlem af gruppen blev løsgænger. To medlemmer af Moderaterne og et medlem af Alternativet er også blevet løsgængere.
Tabellen omfatter også partiernes formænd samt gruppeformænd, politiske ordførere, gruppenæstformænd og gruppesekretærer. Radikale Venstre, Alternativet og Liberal Alliance har dog ikke én partiformand men derimod både en politisk leder og en landsformand. Enhedslisten har heller ikke en partiformand men derimod kollektiv ledelse. Radikale Venstres landsformand Mikkel Irminger Sarbo og formændene for de færøske og grønlandske partier er ikke medlemmer af Folketinget. De færøske og grønlandske partier har kun et medlem hver i Folketinget. Formelt gælder de dog stadig som folketingsgrupper, og de enlige medlemmer er derfor angivet som gruppeformænd i tabellen.
Regeringen er sammensat af Socialdemokratiet. Venstre og Moderaterne, der har 88 mandater tilsammen. Den støttes desuden af tre af de nordatlantiske mandater.
| Liste | Parti                                 | Mandater | Partiformand                                           | Gruppeformand                 | Politisk ordfører        | Gruppenæstformand                            | Gruppesekretærer         |
| ----- | ------------------------------------- | -------- | ------------------------------------------------------ | ----------------------------- | ------------------------ | -------------------------------------------- | ------------------------ |
| A     | Socialdemokratiet                     | 50       | Mette Frederiksen                                      | Leif Lahn Jensen              | Christian Rabjerg Madsen | Trine Bramsen Jens Joel Rasmus Horn Langhoff | Benny Engelbrecht        |
| B     | Radikale Venstre                      | 6        | Mikkel Irminger Sarbo Politisk leder: Martin Lidegaard | Martin Lidegaard              |                          | Samira Nawa                                  |                          |
| C     | Det Konservative Folkeparti           | 10       | Mona Juul                                              | Mona Juul                     | Frederik Bloch Münster   | Helle Bonnesen                               |                          |
| F     | Socialistisk Folkeparti               | 15       | Pia Olsen Dyhr                                         | Theresa Berg Andersen         | Signe Munk               |                                              | Kirsten Normann Andersen |
| H     | Borgernes Parti - Lars Boje Mathiesen | 1        | Lars Boje Mathiesen                                    |                               |                          |                                              |                          |
| I     | Liberal Alliance                      | 15       | Alex Vanopslagh                                        | Ole Birk Olesen               | Sólbjørg Jakobsen        |                                              | Ole Birk Olesen          |
| O     | Dansk Folkeparti                      | 7        | Morten Messerschmidt                                   | Peter Kofod                   | Morten Messerschmidt     |                                              | Peter Kofod              |
| M     | Moderaterne                           | 12       | Lars Løkke Rasmussen                                   | Henrik Frandsen               | Monika Rubin             | Mohammad Rona                                | Mohammad Rona            |
| V     | Venstre, Danmarks Liberale Parti      | 23       | Troels Lund Poulsen                                    | Lars Christian Lilleholt      | Jan E. Jørgensen         | Anni Matthiesen                              | Erling Bonnesen          |
| Æ     | Danmarksdemokraterne - Inger Støjberg | 16       | Inger Støjberg                                         | Peter Skaarup                 | Susie Jessen             | Jens Henrik Thulesen Dahl                    | Dennis Flydtkjær         |
| Ø     | Enhedslisten - De Rød-Grønne          | 9        | Kollektiv ledelse De Facto: Pelle Dragsted             | Peder Hvelplund               | Pelle Dragsted           | Rosa Lund                                    |                          |
| Å     | Alternativet                          | 6        | Franciska Rosenkilde                                   | Helene Liliendahl Brydensholt | Torsten Gejl             |                                              |                          |
| B     | Sambandsflokkurin                     | 1        | Bárður á Steig Nielsen                                 | Anna Falkenberg               |                          |                                              |                          |
| C     | Javnaðarflokkurin                     | 1        | Aksel V. Johannesen                                    | Sjúrður Skaale                |                          |                                              |                          |
| N     | Naleraq                               | 1        | Pele Broberg                                           | Aki-Matilda Høegh-Dam         |                          |                                              |                          |
| IA    | Inuit Ataqatigiit                     | 1        | Mute Bourup Egede                                      | Aaja Chemnitz Larsen          |                          |                                              |                          |
|       | Løsgænger                             | 5        |                                                        |                               |                          |                                              |                          |
| I alt | I alt                                 | 179      |                                                        |                               |                          |                                              |                          |

## Folketingsvalgene siden 1971
- Folketingsvalget 2022 – Folketingsmedlemmer valgt i 2022
- Folketingsvalget 2019 – Folketingsmedlemmer valgt i 2019
- Folketingsvalget 2015 – Folketingsmedlemmer valgt i 2015
- Folketingsvalget 2011 – Folketingsmedlemmer valgt i 2011
- Folketingsvalget 2007 – Folketingsmedlemmer valgt i 2007
- Folketingsvalget 2005 – Folketingsmedlemmer valgt i 2005
- Folketingsvalget 2001 – Folketingsmedlemmer valgt i 2001
- Folketingsvalget 1998 – Folketingsmedlemmer valgt i 1998
- Folketingsvalget 1994 – Folketingsmedlemmer valgt i 1994
- Folketingsvalget 1990 – Folketingsmedlemmer valgt i 1990
- Folketingsvalget 1988 – Folketingsmedlemmer valgt i 1988
- Folketingsvalget 1987 – Folketingsmedlemmer valgt i 1987
- Folketingsvalget 1984 – Folketingsmedlemmer valgt i 1984
- Folketingsvalget 1981 – Folketingsmedlemmer valgt i 1981
- Folketingsvalget 1979
- Folketingsvalget 1977
- Folketingsvalget 1975
- Folketingsvalget 1973
- Folketingsvalget 1971

## Folketingets formænd
Der er for få eller ingen kildehenvisninger i dette afsnit, hvilket er et problem. Du kan hjælpe ved at angive troværdige kilder til de påstande, som fremføres.

- Carl Christopher Georg Andræ, 30. januar 1850 – 3. august 1852
- Johan Nicolai Madvig, 4. oktober 1852 – 12. juni 1853
- Carl Edvard Rotwitt, 13. juni 1853 – 2. december 1859
- Laurids Nørgaard Bregendahl, 3. december 1859 – 2. december 1870
- Christopher Krabbe, 3. december 1870 – 30. september 1883
- Christen Berg, 1. oktober 1883 – 2. oktober 1887
- (Sofus Høgsbro var fungerende formand 25. januar – 24. juli 1886)
- Sofus Høgsbro, 3. oktober 1887 – 16. december 1894
- Rasmus Claussen, 17. december 1894 – 16. april 1895
- Sofus Høgsbro, 17. april 1895 – 4. oktober 1901
- Herman Trier, 5. oktober 1901 – 30. januar 1905
- Anders Thomsen, 31. januar 1905 – 14. marts 1912
- Jens Christian Christensen, 15. marts 1912 – 13. juni 1913
- Niels Pedersen-Nyskov, 14. juni 1913 – 29. marts 1922
- Jørgen Jensen-Klejs, 7. april 1922 – 10. april 1924
- Hans Peter Hansen, 30. april 1924 – 24. november 1932
- Gerhard Nielsen, 30. november 1932 – 1. maj 1933
- Hans Rasmussen (S), 9. maj 1933 – 30. oktober 1945
- Julius Bomholt (S), 22. november 1945 – 22. februar 1950
- Gustav Pedersen (S), 23. februar 1950 – 22. september 1964
- Julius Bomholt (S), 6. oktober 1964 – 22. januar 1968
- Karl Skytte (R), 6. februar 1968 – 30. september 1978
- K.B. Andersen (S), 3. oktober 1978 – 8. december 1981
- Svend Jakobsen (S), 22. december 1981 – 10. januar 1989
- Erik Ninn-Hansen (K), 10. januar 1989 – 3. oktober 1989
- H.P. Clausen (K), 3. oktober 1989 – 15. januar 1993
- Henning Rasmussen (S), 27. januar 1993 – 5. oktober 1994
- Erling Olsen (S), 5. oktober 1994 – 11. marts 1998
- Ivar Hansen (V), 26. marts 1998 – 11. marts 2003
- Christian Mejdahl (V), 18. marts 2003 – 13. november 2007
- Thor Pedersen (V), 28. november 2007 – 15. september 2011
- Mogens Lykketoft (S), 30. september 2011 – 18. juni 2015
- Pia Kjærsgaard (DF), 3. juli 2015 – 21. juli 2019
- Henrik Dam Kristensen (S), 21. juli 2019 - 1. november 2022
- Søren Gade (V), 16. november 2022 - nu

## Folketingets direktører
Posten som Folketingets direktør oprettedes i 1990.
- 1990-1994: Helge Hjortdal
- 1995-2000: Ole Stig Andersen
- 2001-2008: Henrik Tvarnø
- 2008-2020: Carsten U. Larsen
- 2020- : Marie Hansen

### Om Folketinget som institution
Litteratur om Folketinget som institution har DK5-nummer 32.8. DK5-opstilling og numre bruges af folkebibliotekerne i hele landet.
Folketinget har siden valget i 1956 udgivet en håndbog efter hvert folketingsvalg. Håndbogen indeholder biografier over de valgte folketingsmedlemmer. Fra 1956 havde håndbogen titlen Folketinget: Håndbog. Fra 1984 var titlen Folketingets håndbog. Siden 1990 udkommer håndbogen under titlen Folketinget efter valget.
- Flemming Juul Christiansen, Politiske forlig i Folketinget: Partikonkurrence og samarbejde, Aarhus Universitet 2008. ISBN 978-87-7335-123-9
- Morten Engberg & Finn Sørensen, Håndbog i folketingsarbejdet, Schultz 2003, 2. udgave 2005. ISBN 87-7982-017-4 (1. udg.) ISBN 87-7982-037-9 (2. udg.)
- Lo Folkmann & Hans Peter Hilden, Lovgivningsprocessen: Folketinget arbejder, Schultz 1985. ISBN 87-569-1659-0
- Marianne Grøndahl, Det Danske Folkestyre: Christiansborg, København: Gyldendal 2007. ISBN 978-87-02-06279-3
- Mikkel Hagen Hess & Andreas Fugl Thøgersen, Folketingets arbejde: En introduktion, Høst 2001. ISBN 87-14-29726-4
- Henrik Jensen, Arenaer eller aktører? En analyse af Folketingets stående udvalg, Samfundslitteratur 1995. ISBN 87-593-0519-3
- Henrik Jensen, Partigrupperne i Folketinget, Jurist- og Økonomforbundets Forlag 2002. ISBN 87-574-0828-9
- Torben K. Jensen, De folkevalgte: En analyse af folketingsmedlemmernes sociale baggrund og repræsentationsadfærd, Aarhus: Aarhus Universitetsforlag 2004. ISBN 87-7934-066-0
- Ulrik Kjær & Mogens N. Pedersen, De danske folketingsmedlemmer: En parlamentarisk elite og dens rekruttering, cirkulation og transformation 1849-2001, Aarhus: Aarhus Universitetsforlag, 2004. ISBN 87-7934-071-7

### Om Rigsdagen, Landstinget og Folketinget før 1953
- David Dessau, Oversigt over Rigsdagens virksomhed i de første 35 Aar efter Grundlovens Udstedelse samt over de den grundlovgivende Rigsforsamling og Rigsraadet forelagte Sager, København: J.H. Schultz 1884.
- Hartvig Frisch, Den danske Rigsdag 1849-1949, 3 bd., København: J.H. Schultz 1949.
- H.C D. Müller, Valgene 1848-1866: En statistisk Oversigt, Eide 1894.
- Alex Thorsøe, Grundrids af den danske Rigsdags Historie fra 1866 til 1915, 1919.
- S. Wiskinge, Folketinget og Landstinget: Tingenes Sammensætning og Valg, Barfod 1936.

### Biografiske oversigter over Rigsdagens, Folketingets og Landstingets medlemmer
Biografiske oversigter over Rigsdagens, Folketingets og Landstingets medlemmer har DK5-nummer 99.3328.
- Emil Elberling og Victor Elberling, Rigsdagens Medlemmer gennem hundrede Aar 1848-1948, 3 bind, København: J.H. Schultz 1949-50.
- Hartvig Frisch, Den danske Rigsdag 1849-1949, 3 bd., København: J.H. Schultz 1949.
- Kristian Hvidt, Folketingets medlemmer i fyrre år 1949-1989, Folketinget/Schultz 1992. ISBN 87-89756-02-9
- Alex Lauesgaard, Fortegnelse over Rigsdagsvalgene, Rigsdagssamlingerne, Ministerierne, Rigsdagens Formænd, Medlemmerne af den grundlovgivende Rigsforsamling og af Rigsdagen 1848-1916 samt Talerfortegnelser for Den grundlovgivende Rigsforsamling og for Rigsdagssamlingerne 1850-87, København: J.H. Schultz 1916.
- Svend Martin, Hvorledes jeg blev Politiker: Interviews med Kl. Berntsen, Borgbjerg, J.C. Christensen, Dinesen, Ellinger, K.M. Klausen, Jensen-Sønderup, Th. Larsen, N. Neergaard, Anders Nielsen, Rode, Zahle, Frijs, Harald Jensen, Madsen Mygdal, Jørgen Pedersen, Herman Trier, København: Høst & Søn 1912.
- J.P. Nordengaard, Valgene til Rigsdagen i 100 Aar, Roskilde 1949.
- Palle Rosenkrantz, Den danske Regering og Rigsdag 1903-1934, Arthur Jensens Forlag 1934.
- Aage Svendstorp & Christian Torpe (red.), Billeder af Rigsdagens Historie: Mændene omkring de store Begivenheder, 2 bind, 1947.
- Svend Thorsen, Danmarks Rigsdag, 1947

### Om Folketingets portrætsamling
- Kristian Hvidt, Det politiske portræt i Danmark: Lighed og frihed i kunst og politik, København: Schultz 1983. ISBN 87-569-1334-6